# Corridoio paneuropeo III
Il corridoio paneuropeo III è una delle dieci vie di comunicazione dell'Europa centro-orientale, relativa ad un collegamento tra il Belgio, la Germania, la Polonia, la Bielorussia e l'Ucraina.
Attraversa le città di Bruxelles, Aquisgrana, Colonia, Dresda, Breslavia, Katowice, Cracovia, Leopoli, Kiev.